# Північно-центральна частина штату Мату-Гросу-ду-Сул (мезорегіон)
Північно-центральна частина штату Мату-Гросу-ду-Сул (порт. Mesorregião do Centro-Norte de Mato Grosso do Sul) — адміністративно-статистичний мезорегіон у Бразилії. Входить у штат Мату-Гросу-ду-Сул. Населення становить 929 873 осіб на 2005 рік. Займає площу 67 125,95 км². Густота населення — 13,85 ос./км².

## Склад мезорегіону
У мезорегіон входять наступні мікрорегіони:
1. Кампу-Гранді
2. Алту-Такарі

| Бразилія | Це незавершена стаття з географії Бразилії. Ви можете допомогти проєкту, виправивши або дописавши її. |